# Nemška mednarodna šola v Zagrebu
Nemška mednarodna šola v Zagrebu (hrvaško Njemačka internacionalna škola u Zagrebu; nemško Deutsche Internationale Schule in Zagreb) je bila ustanovljena leta 2004 za potrebe šolanja nemških, hrvaških in avstrijskih otrok, katerih starši so zaposleni na Veleposlaništvu Nemčije v Zagrebu oz. v hrvaško-nemških podjetjih. 
Šola deluje v sklopu EuroCampusa (skupaj s Francosko šolo Zagreb). Trenutno šola nudi vrtec, predšolo in prve štiri razrede osnovne šole. Pogoj za vpis v šolo je aktivno znanje nemščine.